# Сукијска лавра
Сукијска или Стара лавра (Древна лавра, Ветха лавра; стгрч. ή Παλαιά Λαύρα) је неактивни православни манастир, трећа лавра, коју је основао преподобни Харитон Исповједник не прије 345. и не послије 350. године. Под потпуном је израелском контролом у зони С Западне обале.

## Опис
Неколико година послије оснивања Фаранске лавре, Свети Харитон ју је напустио и удаљио се у околину Јерихона, гдје је основао Јерихонску лавру у пећинама Четрдесетодневне горе. Послије тога удаљио се и одавде и, у Фекојским клисурама, на падини високе горе, основао је трећу - Сукијску лавру.. Сукка на сиријском значи колиба.
Након неколико година у Сукијској лаври, Св. Харитон се пред смрт вратио у Фаранску лавру, гдје је умро и сахрањен.
Године 614. лавру су разорили Персијанци. Послије је манастирски живот обновљен и, према Путопису игумана Данила, у 12. вијеку лавра је још увијек постојала:
Јужно од Витлејема налази се манастир Светога Харитона, на ријеци Афамској, недалеко од Мртвог мора, у каменим врлетима. Около манастира је пустиња. Сурово, сухо и безводно мјесто, под којим је клисура, камена и веома застрашујућа. Манастир је ограђен зидом, по средини су двије цркве, у главној цркви је Харитонов гроб.
Смјештена у Лаври, Харитонова пећина је највећа пећина у Израелу, која је прије но што су се у њу населили монаси служила као уточиште разбојницима. Према предању, у њој је живио сам светац, а прије тога се у њој крио од цара Саула будући цар Давид. Године 1139. у пећини су нашли заклон од препада Селџука мјесни хришћани.
Данас су сачуване пећине и рушевине манастирске куле. Лавра се налази на километар и по од савременог села Текоа у долини потока Вади Харитун.